# 1986-os magyar fedett pályás atlétikai bajnokság
Az 1986-os magyar fedett pályás atlétikai bajnokság a 13. bajnokság volt. A nemzetközi versenyt február 2-án rendeztek a Budapest Sportcsarnokban. Azokat a számokat, amiket ekkor nem rendeztek meg (férfiak: 3000 m, váltó, magas, súly; nők: 60 m, 200 m, 1500 m, váltó, távol, súly) február 5-6-án bonyolították le a Budapest-bajnokság keretében. A gyalogló számokra február 23-án került sor a BS körfolyosóján.

## Eredmények

### Férfiak
| Versenyszám     | Arany                                                      | Arany   | Ezüst                                                                 | Ezüst   | Bronz                              | Bronz   |
| --------------- | ---------------------------------------------------------- | ------- | --------------------------------------------------------------------- | ------- | ---------------------------------- | ------- |
| 60 m            | Tatár István Bp. Honvéd                                    | 6,65    | Andreas Berger Ausztria                                               | 6,68    | Anri Grigorov Bulgária             | 6,70    |
| 200 m           | Nagy István Hevesi SE                                      | 21,14   | Zenon Licznerski Lengyelország                                        | 21,34   | Roland Jokl Ausztria               | 21,36   |
| 400 m           | Jindřich Roun Csehszlovákia                                | 47,21   | Momcsil Harizanov Bulgária                                            | 47,65   | Thomas Futterknecht Ausztria       | 47,77   |
| 800 m           | Petru Drăgoescu Románia                                    | 1:48,50 | Reichnach Ferenc Tatabányai Bányász                                   | 1:48,53 | Karl Blaha Ausztria                | 1:50,48 |
| 1500 m          | Walter Merlo Olaszország                                   | 3:42,63 | Szabó Tamás Pécsi MSC                                                 | 3:43,67 | Tóth László Bp. Honvéd             | 3:43,72 |
| 3000 m          | Tóth László Bp. Honvéd                                     | 8:07,48 | Knipl István Bp. Honvéd                                               | 8:08,82 | Szász László Miskolci VSC          | 8:11,38 |
| 60 m gát        | Liviu Giurgian Románia                                     | 7,71    | Romuald Giegiel Lengyelország                                         | 7,77    | Bakos György Újpesti Dózsa         | 7,80    |
| 10 km gyaloglás | Veréb Rudolf Diósgyőri VTK                                 | 41:57   | Kánya Sándor Diósgyőri VTK                                            | 42,36   | Major Ferenc Haladás VSE           | 43,22   |
| 4 × 200 m       | Hencz Csaba Szabó Csaba Lados Péter Babik László BEAC-MAFC | 1:30,11 | Szekeres Attila Kerkai Attila Tóth Sándor Papp Tamás Zalaegerszegi TE | 1:32,23 | Építők SC                          | 1:32,78 |
| magasugrás      | Novica Čanović Jugoszlávia                                 | 224 cm  | Németh Gyula Csepel SC                                                | 222 cm  | Hrvoje Fižuleto Jugoszlávia        | 220 cm  |
| rúdugrás        | Mirosław Chmara Lengyelország                              | 550 cm  | Sztanimir Pencsev Bulgária                                            | 540 cm  | Anton Paszkalev Bulgária           | 530 cm  |
| távolugrás      | Szalma László Vasas SC                                     | 803 cm  | Szabó Zsolt TFSE                                                      | 768 cm  | Andrzej Klimaszewski Lengyelország | 767 cm  |
| hármasugrás     | Hriszto Markov Bulgária                                    | 16,68 m | Piotr Weremczuk Lengyelország                                         | 16,18 m | Simon Gábor MTK-VM                 | 16,00 m |
| súlylökés       | Szabó László Tatabányai Bányász                            | 18,78 m | Kóczián Jenő BEAC-MAFC                                                | 17,80 m | Ladányi Zsigmond SZEOL-DÉLÉP       | 17,74 m |

### Nők
| Versenyszám      | Arany                                                           | Arany   | Ezüst                                  | Ezüst   | Bronz                                    | Bronz   |
| ---------------- | --------------------------------------------------------------- | ------- | -------------------------------------- | ------- | ---------------------------------------- | ------- |
| 60 m             | Szabó Éva MTK-VM                                                | 7,61    | Palombi Margit Tatabányai Bányász      | 7,66    | Könye Irma Bp. Honvéd                    | 7,70    |
| 200 m            | Gazdag Zsuzsa Bp. Honvéd                                        | 24,90   | Ács Judit Zalaegerszegi TE             | 25,15   | Osztertág Lívia TFSE                     | 25,15   |
| 400 m            | Undine Bremer NDK                                               | 53,36   | Marzena Wojdecka Lengyelország         | 54,12   | Jordanka Sztojanova Bulgária             | 54,60   |
| 800 m            | Milica Junghiatu Románia                                        | 2:02,98 | Margareta Florea Ghile Románia         | 2:04,40 | Biacsics Elvira Tatabányai Bányász       | 2:04,90 |
| 1500 m           | Rácz Katalin Rába ETO                                           | 4:27,54 | Brutóczky Judit Bp. Honvéd             | 4:28,14 | Csordos Rita Szombathelyi TK             | 4:29,21 |
| 3000 m           | Julia Besiliu Románia                                           | 9:04,46 | Eva Jurková Csehszlovákia              | 9:06,89 | Szabó Karolina Bp. Honvéd                | 9:11,96 |
| 60 m gát         | Liliana Năstase Románia                                         | 8,25    | Patrizia Lombardo Olaszország          | 8,33    | Sabine Seitl Ausztria                    | 8,39    |
| 5000 m gyaloglás | Pócza Ildikó Bp. Építők                                         | 24:57   | Szebenszky Anikó Debreceni Universitas | 25:05   | Ilyés Ildikó Békéscsabai Előre Spartacus | 25:11   |
| 4 × 200 m        | Könye Irma Sorugli Magdolna Gazdag Zsuzsa Balázs Éva Bp. Honvéd | 1:40,19 | Debreceni MVSC                         | 1:42,66 | Tatabányai Bányász                       | 1:42,83 |
| magasugrás       | Susanne Helm NDK                                                | 191 cm  | Juha Olga Vasas SC                     | 188 cm  | Tamara Malešev Jugoszlávia               | 184 cm  |
| távolugrás       | Vanyek Zsuzsa Bp. Építők                                        | 660 cm  | Fekete Ildikó Miskolci VSC             | 630 cm  | Csapó Katalin Debreceni MVSC             | 608 cm  |
| súlylökés        | Herth Hajnal MTK-VM                                             | 16,44 m | Elekes Tünde Tatabányai Bányász        | 15,87 m | Takács Mária Ferencvárosi TC             | 15,02 m |